# Gmina Sonda
Gmina Sonda (est. Sonda vald) – gmina wiejska w Estonii, w prowincji Virumaa Wschodnia. W 2017 roku zamieszkana przez 846 osób.

## Miejscowości
W skład gminy wchodzą:
- 2 okręgi miejskie: Sonda, Erra
- 9 wsi: Erra-Liiva, Ilmaste, Koljala, Nüri, Satsu, Uljaste, Vainu, Vana-Sonda, Varinurme